# Dominique Juillot
Dominique Juillot est un homme politique, dirigeant et entrepreneur, sportif français né le 9 mai 1954 à Saint-Rémy (Saône-et-Loire). Il a été joueur de basket-ball.

## Biographie
Dominique Juillot est un ancien joueur de basket-ball au sein de l'Élan sportif chalonnais (alors en divisions régionale, Nationale 4, Nationale 3 et Nationale 2 de 1970 à 1983). Depuis 1993, il est président du club.
Dans les années 80, Dominique Juillot, rejoint l’entreprise familiale pour progressivement succéder à Maurice Juillot son père.
Il fera évoluer la société "Scieries Réunies du Chalonnais" (SRC) par des investissements et surtout créera en janvier 2001 une nouvelle entreprise nommée "SRC Parquet", spécialisée dans la fabrication de parquet Chêne massif qui s’implantera sur le même site de production que SRC à Givry.
Il est suppléant de Dominique Perben lors des élections législatives françaises de 2002 pour la XIIe législature (2002-2007), dans la 5e circonscription de Saône-et-Loire. Lorsque Dominique Perben est nommé ministre, Dominique Juillot devient député. Il fait partie du groupe UMP.
Entre 2004 et 2008, il est président de la Communauté d'agglomération du Grand Chalon.
Dominique Juillot est battu de peu au second tour des élections législatives de 2007 (49,70 % des voix) au profit de Christophe Sirugue (PS), maire de Chalon-sur-Saône de 2008 à 2014.
Par décret du 22 septembre 2007, il est nommé à la présidence du conseil d'administration de l'ANPE, en remplacement de Pierre David. Il quittera cette fonction au moment de la création de Pôle emploi fin 2008.
Depuis, Dominique Juillot se consacre à la vie de son club, l'Élan Chalon, qui lors de la saison 2011-2012 réalise un triplé historique en remportant le championnat de France, la coupe de France et la semaine des As. En juin 2017 (saison 2016-2017), le club chalonnais est de nouveau Champion de France. Mi-mai 2021, il prend la décision de ne plus occuper le poste de président du club à la fin de saison.
Il est toujours maire de Mercurey et siège au conseil communautaire du Grand Chalon.

## Mandats
- Maire de Mercurey (Saône-et-Loire) depuis 1995.
- Député de (Saône-et-Loire) de 2002 à 2007
- Président de la Communauté d'agglomération du Grand Chalon de 2004 à 2008

## Palmarès en Basket-ball

### Joueur
- Champion de France de Nationale 3 : 1978[4]
- Vice Champion de France de Nationale 3 : 1982

### Président
- Champion de France en 2012[5] et 2017[6].
- Vainqueur de la Coupe de France : 2011[7] et 2012[8]
- Vainqueur de la Semaine des As : 2012[9]
- Finaliste de la Coupe Saporta : 2001
- Finaliste de l'EuroChallenge : 2012
- Finaliste de la Coupe d'Europe FIBA : 2017
- Finaliste de la Semaine des As-Leaders Cup : 2011 et 2016
- Champion de France de Nationale 2 : 1994

## Sources
- Le Journal de Saône-et-Loire